# Pierwszy rząd Dmitrija Miedwiediewa
Pierwszy rząd Dmitrija Miedwiediewa – rząd Federacji Rosyjskiej, utworzony w dniach 8–21 maja 2012 pod przewodnictwem Dmitrija Miedwiediewa.
Dmitrij Miedwiediew jako premier został zaakceptowany przez Dumę Państwową 8 maja 2012, rząd powstał 21 maja 2012.

## Udzielenie zgody 8 maja 2012
| Klub                                        | Klub                                      | Głosowanie | Głosowanie     | Głosowanie | Nieobecni |
| Klub                                        | Klub                                      | Za         | Wstrzymali się | Przeciw    | Nieobecni |
| ------------------------------------------- | ----------------------------------------- | ---------- | -------------- | ---------- | --------- |
|                                             | Jedna Rosja                               | 238        | 0              | 0          | 0         |
|                                             | Komunistyczna Partia Federacji Rosyjskiej | 0          | 0              | 90         | 2         |
|                                             | Sprawiedliwa Rosja                        | 5          | 0              | 54         | 5         |
|                                             | Liberalno-Demokratyczna Partia Rosji      | 56         | 0              | 0          | 0         |
| ŁĄCZNIE                                     | ŁĄCZNIE                                   | 299        | 0              | 144        | 7         |
| Większość bezwzględna: 226, zgodę udzielono |                                           |            |                |            |           |

## Pierwszy Rząd Dmitrija Miedwiediewa (2012–2018)
| Funkcja                                                                                  | Imię i nazwisko           | Imię i nazwisko           | Czas pełnienia funkcji    | Czas pełnienia funkcji    |
| Funkcja                                                                                  | Imię i nazwisko           | Imię i nazwisko           | Od                        | Do                        |
| ---------------------------------------------------------------------------------------- | ------------------------- | ------------------------- | ------------------------- | ------------------------- |
| Przewodniczący Rządu                                                                     |                           | Dmitrij Miedwiediew (JeR) | 8 maja 2012(dts)          | 8 maja 2018(dts)          |
| Pierwszy zastępca przewodniczącego Rządu                                                 |                           | Igor Szuwałow             | 21 maja 2012(dts)         | 18 maja 2018(dts)         |
| Zastępca przewodniczącego Rządu                                                          |                           | Aleksandr Chłoponin (JeR) | 21 maja 2012(dts)         | 12 maja 2014(dts)         |
| Pełnomocny przedstawiciel Prezydenta w Północnokaukaskim Okręgu Federalnym               | 21 maja 2012(dts)         | Aleksandr Chłoponin (JeR) | 12 maja 2014(dts)         |                           |
| Zastępca przewodniczącego Rządu                                                          | 21 maja 2012(dts)         | Aleksandr Chłoponin (JeR) | 18 maja 2018(dts)         |                           |
| Zastępca przewodniczącego Rządu                                                          |                           | Arkadij Dworkowicz        | 21 maja 2012(dts)         | 18 maja 2018(dts)         |
| Zastępca przewodniczącego Rządu                                                          | Olga Gołodiec             | 21 maja 2012(dts)         | 18 maja 2018(dts)         |                           |
| Zastępca przewodniczącego Rządu                                                          | Dmitrij Kozak             | 21 maja 2012(dts)         | 18 maja 2018(dts)         |                           |
| Zastępca przewodniczącego Rządu                                                          | Dmitrij Rogozin           | 21 maja 2012(dts)         | 18 maja 2018(dts)         |                           |
| Zastępca przewodniczącego Rządu                                                          |                           | Władisław Surkow (JeR)    | 21 maja 2012(dts)         | 8 maja 2013(dts)          |
| Kierownik Aparatu Rządu                                                                  | 21 maja 2012(dts)         | Władisław Surkow (JeR)    | 8 maja 2013(dts)          |                           |
| Minister                                                                                 |                           | Michaił Abyzow            | 21 maja 2012(dts)         | 18 maja 2018(dts)         |
| Minister rozwoju gospodarczego                                                           | Andriej Biełousow         | 21 maja 2012(dts)         | 24 czerwca 2013(dts)      |                           |
| Minister zasobów naturalnych i środowiska                                                | Siergiej Donskoj          | 21 maja 2012(dts)         | 18 maja 2018(dts)         |                           |
| Minister rolnictwa                                                                       |                           | Nikołaj Fiodorow (JeR)    | 21 maja 2012(dts)         | 22 kwietnia 2015(dts)     |
| Minister rozwoju regionalnego                                                            | Oleg Goworun (JeR)        | 21 maja 2012(dts)         | 17 października 2012(dts) |                           |
| Minister rozwoju Dalekiego Wschodu                                                       | Wiktor Iszajew (JeR)      | 21 maja 2012(dts)         | 31 sierpnia 2013(dts)     |                           |
| Pełnomocny przedstawiciel Prezydenta w Dalekowschodnim Okręgu Federalnym                 | Wiktor Iszajew (JeR)      | 21 maja 2012(dts)         | 31 sierpnia 2013(dts)     |                           |
| Minister spraw wewnętrznych                                                              |                           | Władimir Kołokolcew       | 21 maja 2012(dts)         | 18 maja 2018(dts)         |
| Minister sprawiedliwości                                                                 | Aleksandr Konowałow       | 21 maja 2012(dts)         | 18 maja 2018(dts)         |                           |
| Minister edukacji i nauki                                                                |                           | Dmitrij Liwanow (JeR)     | 21 maja 2012(dts)         | 19 sierpnia 2016(dts)     |
| Minister spraw zagranicznych                                                             |                           | Siergiej Ławrow           | 21 maja 2012(dts)         | 18 maja 2018(dts)         |
| Minister przemysłu i handlu                                                              | Dienis Manturow           | 21 maja 2012(dts)         | 18 maja 2018(dts)         |                           |
| Minister kultury                                                                         |                           | Władimir Miedinski (JeR)  | 21 maja 2012(dts)         | 18 maja 2018(dts)         |
| Minister sportu                                                                          |                           | Witalij Mutko             | 21 maja 2012(dts)         | 19 października 2016(dts) |
| Zastępca przewodniczącego Rządu                                                          | 19 października 2016(dts) | Witalij Mutko             | 18 maja 2018(dts)         |                           |
| Minister łączności i komunikacji masowej                                                 | Nikołaj Nikiforow         | 21 maja 2012(dts)         | 18 maja 2018(dts)         |                           |
| Minister energetyki                                                                      | Aleksandr Nowak           | 21 maja 2012(dts)         | 18 maja 2018(dts)         |                           |
| Minister obrony cywilnej, sytuacji nadzwyczajnych i likwidacji skutków klęsk żywiołowych | Władimir Puczkow          | 21 maja 2012(dts)         | 18 maja 2018(dts)         |                           |
| Minister obrony                                                                          |                           | Anatolij Sierdiukow (JeR) | 21 maja 2012(dts)         | 6 listopada 2012(dts)     |
| Minister finansów                                                                        | Anton Siłuanow (JeR)      | 21 maja 2012(dts)         | 18 maja 2018(dts)         |                           |
| Minister ochrony zdrowia                                                                 |                           | Wieronika Skworcowa       | 21 maja 2012(dts)         | 18 maja 2018(dts)         |
| Minister transportu                                                                      |                           | Maksim Sokołow (JeR)      | 21 maja 2012(dts)         | 18 maja 2018(dts)         |
| Minister pracy i opieki społecznej                                                       |                           | Maksim Topilin            | 21 maja 2012(dts)         | 18 maja 2018(dts)         |
| Minister rozwoju regionalnego                                                            |                           | Igor Sluniajew (JeR)      | 17 października 2012(dts) | 8 września 2014(dts)      |
| Minister obrony                                                                          | Siergiej Szojgu (JeR)     | 6 listopada 2012(dts)     | 18 maja 2018(dts)         |                           |
| Zastępca przewodniczącego Rządu                                                          |                           | Siergiej Prichod´ko       | 22 maja 2013(dts)         | 18 maja 2018(dts)         |
| Kierownik Aparatu Rządu                                                                  | 22 maja 2013(dts)         | Siergiej Prichod´ko       | 18 maja 2018(dts)         |                           |
| Minister rozwoju gospodarczego                                                           |                           | Aleksiej Ulukajew (JeR)   | 24 czerwca 2013(dts)      | 15 listopada 2016(dts)    |
| Zastępca przewodniczącego Rządu Federacji Rosyjskiej                                     | Jurij Trutniew (JeR)      | 31 sierpnia 2013(dts)     | 18 maja 2018(dts)         |                           |
| Pełnomocny przedstawiciel Prezydenta w Dalekowschodnim Okręgu Federalnym                 | Jurij Trutniew (JeR)      | 31 sierpnia 2013(dts)     | 18 maja 2018(dts)         |                           |
| Minister rozwoju Dalekiego Wschodu                                                       |                           | Aleksandr Gałuszka        | 11 września 2013(dts)     | 18 maja 2018(dts)         |
| Minister budownictwa i gospodarki mieszkaniowo-komunalnej                                |                           | Michaił Mień (JeR)        | 1 listopada 2013(dts)     | 18 maja 2018(dts)         |
| Minister do spraw Krymu                                                                  |                           | Oleg Sawieljew            | 31 marca 2014(dts)        | 15 lipca 2015(dts)        |
| Minister do spraw Kaukazu Północnego                                                     | Lew Kuzniecow             | 12 maja 2014(dts)         | 18 maja 2018(dts)         |                           |
| Minister rolnictwa                                                                       |                           | Aleksandr Tkaczow (JeR)   | 22 kwietnia 2015(dts)     | 18 maja 2018(dts)         |
| Minister edukacji i nauki                                                                |                           | Olga Wasiljewa            | 19 sierpnia 2016(dts)     | 18 maja 2018(dts)         |
| Minister sportu                                                                          | Pawieł Kołobkow           | 19 października 2016(dts) | 18 maja 2018(dts)         |                           |
| Minister rozwoju gospodarczego                                                           | Maksim Orieszkin          | 30 listopada 2016(dts)    | 18 maja 2018(dts)         |                           |